# Washingtonia
Washingtonia är ett släkte av enhjärtbladiga växter. Washingtonia ingår i familjen Arecaceae.
Kladogram enligt Catalogue of Life:
| Washingtonia | \| \| Washingtonia filifera \| \| \| \| \| \| Washingtonia robusta \| \| \| \| |
|              | \| \| Washingtonia filifera \| \| \| \| \| \| Washingtonia robusta \| \| \| \| |
|              | Washingtonia filifera                                                          |
|              |                                                                                |
|              | Washingtonia robusta                                                           |
|              |                                                                                |

## Bildgalleri

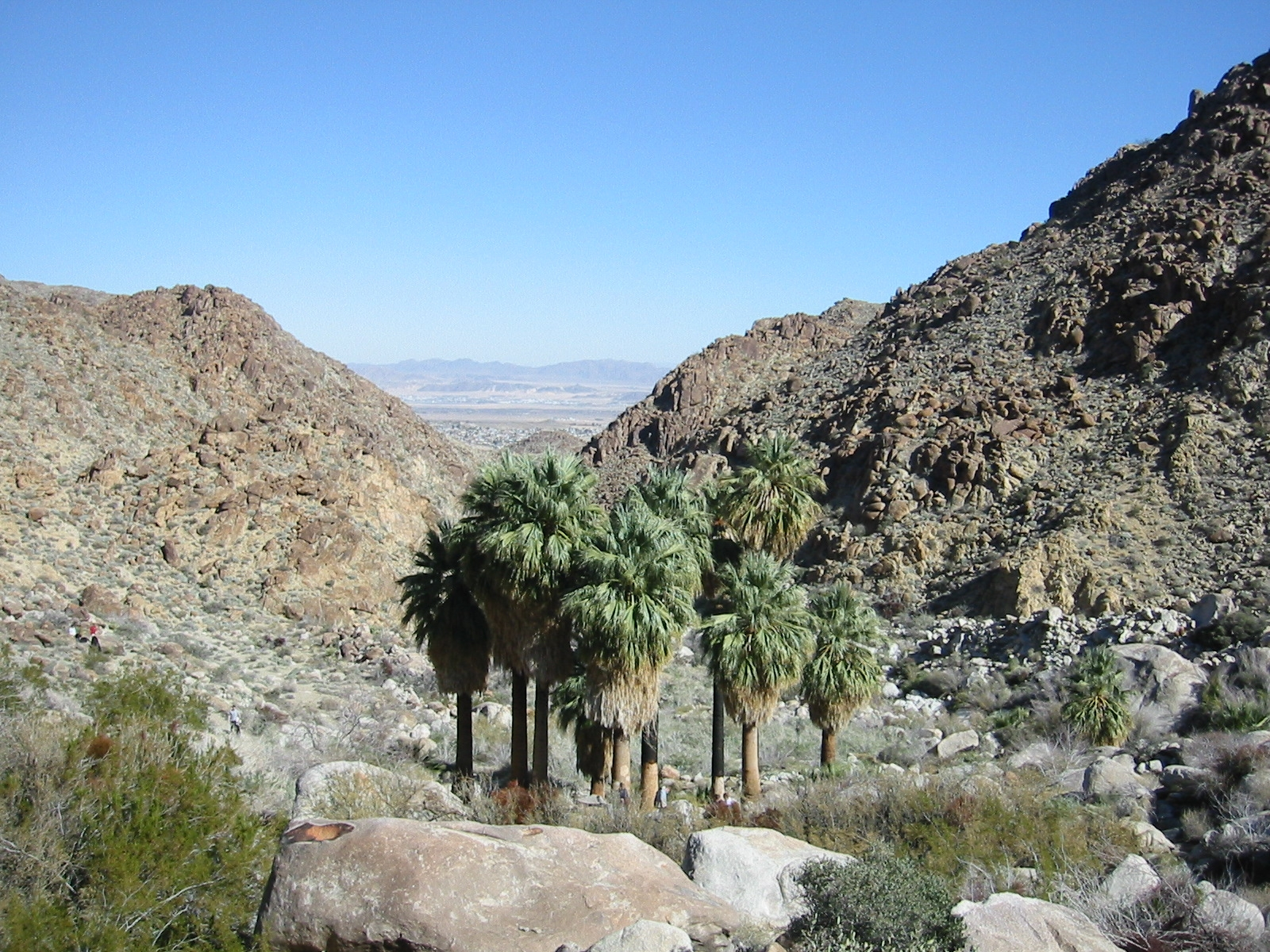